# Tyler Johnson (Footballspieler)
Tyler Johnson (geboren am 25. August 1998 in Minneapolis, Minnesota) ist ein US-amerikanischer American-Football-Spieler auf der Position des Wide Receivers. Er spielte College Football für die University of Minnesota und steht zurzeit bei den New York Jets in der National Football League (NFL) unter Vertrag. Als Rookie gewann Johnson mit den Buccaneers den Super Bowl LV, anschließend stand er auch bei den Houston Texans und den Los Angeles Rams unter Vertrag.

## College
Johnson besuchte die Minneapolis North High School in seiner Heimatstadt Minneapolis, Minnesota, und spielte im dortigen Highschoolfootballteam erfolgreich als Quarterback sowie als Defensive Back. Ab 2016 ging er auf die University of Minnesota, um College Football für die Minnesota Golden Gophers zu spielen. Als Freshman kam Johnson in 13 Spielen zum Einsatz, davon einmal als Starter, und fing 14 Pässe für 141 Yards und einen Touchdown. Ab seinem zweiten Jahr war er Stammspieler bei den Golden Gophers. Johnson fing in zehn Partien 35 Pässe für 677 Yards und sieben Touchdowns, bevor er wegen einer Handgelenksverletzung die letzten zwei Spiele verpasste. In der Saison 2018 spielte er in allen 13 Partien von Beginn an und fing 78 Pässe für 1169 Yards und zwölf Touchdowns. Johnson wurde in das All-Star-Team der Big Ten Conference gewählt, ebenso wie in der Saison 2019. Dabei stellte er mit 86 gefangenen Pässen für 1318 Yards und 13 Touchdowns in allen drei Kategorien jeweils neue Saisonrekorde bei den Golden Gophers auf. Insgesamt bestritt Johnson in seiner College-Karriere 49 Spiele für Minnesota und fing 213 Pässe für 3305 Yards und 33 Touchdowns, wobei die letzten beiden Werte Bestmarken bei den Golden Gophers sind.

## NFL
Johnson wurde im NFL Draft 2020 in der fünften Runde an 161. Stelle von den Tampa Bay Buccaneers ausgewählt. Als Rookie kam er hinter Mike Evans, Chris Godwin und dem im Saisonverlauf verpflichteten Antonio Brown sowie Scotty Miller nur als Ergänzungsspieler zum Einsatz. Er fing in der Regular Season 12 Pässe für 169 Yards, dabei erzielte er zwei Touchdowns. Johnson zog mit den Buccaneers in den Super Bowl LV ein, den sie mit 31:9 gegen die Kansas City Chiefs gewannen. Im Super Bowl wurde er einmal angespielt, fing aber keinen Pass. In der Saison 2021 sah Johnson aufgrund von Verletzungen von Godwin, Brown und Miller mehr Einsatzzeit. Er wurde bei etwas mehr als der Hälfte aller offensiven Spielzüge eingesetzt und fing 36 Pässe für 360 Yards.
Am 30. August 2022 wurde Johnson von den Buccaneers im Rahmen der Kaderverkleinerung auf 53 Spieler vor Beginn der Regular Season entlassen, da sie auf der Wide-Receiver-Position bereits stark besetzt waren. Tags darauf nahmen die Houston Texans Johnson über die Waiver-Liste unter Vertrag. Er kam an sieben Spieltagen nur in zwei Partien zum Einsatz und fing dabei keine Pässe. Am 25. Oktober wurde Johnson von den Texans entlassen. Daraufhin holten die Buccaneers ihn am 31. Oktober für ihren Practice Squad zurück.
Am 25. Januar 2023 nahmen die Las Vegas Raiders Johnson für die Saison 2023 unter Vertrag. Am 15. Mai wurde er wieder entlassen. Daraufhin schloss Johnson sich am 30. Mai 2023 den Los Angeles Rams an. Er schaffte es nicht in den 53-Mann-Kader, wurde aber in den Practice Squad aufgenommen. Johnson kam 2023 für die Rams in einem Spiel zum Einsatz und fing zwei Pässe für acht Yards und einen Touchdown. In der Saison 2024 nahm er als Ersatzspieler nach verletzungsbedingten Ausfällen anderer Wide Receiver teils eine größere Rolle ein und fing 26 Pässe für 291 Yards.
Im März 2025 nahmen die New York Jets Johnson unter Vertrag.

### NFL-Statistiken
| Saison                             | Team                 | Spiele | Spiele | Receiving | Receiving | Receiving | Receiving | Receiving | Fumbles | Fumbles |
| Saison                             | Team                 | GP     | GS     | Rec       | Yds       | Avg       | Lng       | TD        | Fum     | Lost    |
| ---------------------------------- | -------------------- | ------ | ------ | --------- | --------- | --------- | --------- | --------- | ------- | ------- |
| 2020                               | Tampa Bay Buccaneers | 14     | 3      | 12        | 169       | 14,1      | 35        | 2         | 0       | 0       |
| 2021                               | Tampa Bay Buccaneers | 17     | 3      | 36        | 360       | 10,0      | 31        | 0         | 0       | 0       |
| 2022                               | Houston Texans       | 2      | 0      | 0         | 0         | –         | 0         | 0         | 0       | 0       |
| 2023                               | Los Angeles Rams     | 1      | 0      | 2         | 8         | 4,0       | 8         | 1         | 0       | 0       |
| 2024                               | Los Angeles Rams     | 15     | 2      | 26        | 291       | 11,2      | 63        | 1         | 0       | 0       |
| Total                              | Total                | 49     | 8      | 76        | 828       | 10,9      | 63        | 4         | 0       | 0       |
| Quelle: pro-football-reference.com |                      |        |        |           |           |           |           |           |         |         |